# Comité 30 juni/1 juli (Amsterdam)
Het Comité 30 juni/1 juli zet zich in voor de herdenking van de slavernij op 30 juni en het vieren van herwonnen vrijheid op 1 juli. De eerste 30 juni-herdenkingsdag vond plaats in 1993 op het Surinameplein in Amsterdam. Het van oorsprong Amsterdamse comité heeft navolging gekregen in andere steden.

## Oprichting
In 1993, 130 jaar na afschaffing van de slavernij, nam een groep het initiatief voor een nationale 'Ceremonie van Besef' in Amsterdam. Op 30 juni werd stil gestaan bij de koloniale geschiedenis, de slavernij en de doorwerking ervan. De initiatiefnemers verenigden zich in een comité. Het comité koos in lijn met het Comité 4 en 5 mei voor een dag van reflectie op 30 juni en een dag van viering op 1 juli.

## Herdenkingsplaats

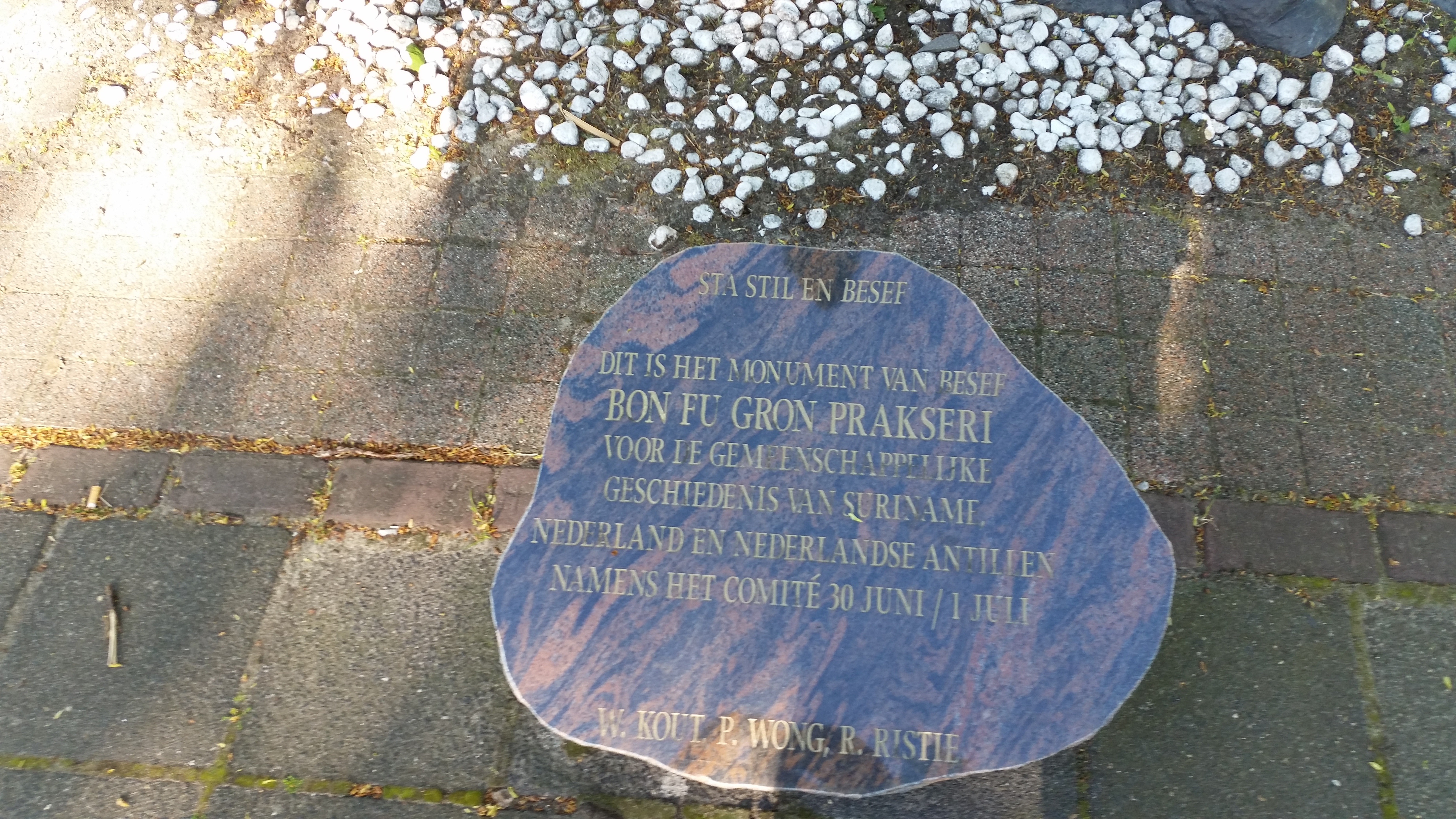
De voet van het Monument van Besef op het Surinameplein in Amsterdam

De eerste 'Dag van Besef' vond plaats op het Surinameplein in Amsterdam-West. In 1999 werd daar ook een plaquette geplaatst.
In 2003 kwam op het Surinameplein het 'Monument van Besef', een levensboom. Bij dit monument vindt sinds 30 juni 2003 de herdenkingsceremonie plaats.
Nadat in Suriname 30 juni was uitgeroepen tot Dag van de Emancipatie ontstond ook in Nederland behoefte aan bezinning rond deze dag. Bij jongeren van Surinaamse afkomst bestaat de behoefte om de historie levend te houden. Jaarlijks trekt de herdenking op het Surinameplein duizenden mensen.

## Andere steden
Ook in andere steden zijn 30 juni/1 juli comités opgericht die aldaar activiteiten organiseren in aanloop naar of op 30 juni en 1 juli: 
- Almere[5]
- Amersfoort
- Arnhem
- Den Haag
- Drenthe
- Eindhoven
- Fryslân
- Groningen
- Haarlem
- Harderwijk
- Leiden
- Middelburg
- Tilburg[6]
- Utrecht
- Zaanstreek
- Zwolle

De comités werken samen met het NiNsee.